# Cratere Richardson (Marte)
Richardson è un cratere sulla superficie di Marte.
Il cratere è dedicato al chimico britannico Lewis F. Richardson.